# 跗骨
跗骨指的是四足類動物足部七塊骨骼組成的短骨群，位於脛骨、腓骨、蹠骨之間。它由中足（骰骨、三個楔骨、足舟骨）和後足（距骨和跟骨）組成。
跗骨與蹠骨形成關節，而蹠骨又與近端趾骨形成關節。在脛骨與腓骨之下和跗骨之上的關節稱為踝關節本體。
人類最大的跗骨是跟骨，是位於足跟的负重骨骼。

## 人類解剖學

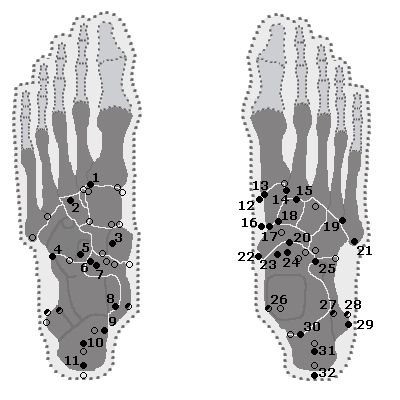
副跗骨的位置

### 骨骼
距骨往上連結兩塊小腿骨，即脛骨與腓骨，形成距骨小腿關節（英語：Talocrural joint）；往下連結跟骨，形成距下關節。距骨和跟骨共同形成後足。
中足的五個不規則骨骼（骰骨、足舟骨、三個楔骨）形成了足弓，用以減震。中足以肌肉和足底筋膜連結後足和前足。

### 動作
距下關節的複合動作發生於三個平面，並能作出距下內翻和外翻的動作。沿著橫跗關節（即距跟舟關節和跟骰關節），距下關節可將脛骨的旋轉延續到前足的旋後和旋前。距下內翻時，跟骨也會順時針旋轉並向前平移。

## 圖集
- 跗骨、蹠骨、趾骨。
- 右足骨骼足背面。
- 右足骨骼足底面。
- 足部X射線電腦斷層掃描三維重組影像。
- 左足骨骼內側面。
- 左足骨骼外側面。
- 真人足部骨骼。
- 無尾目動物的前後足骨骼。
- 右足骨骼足背面。灰色為跗骨。